# 孙达拉潘迪亚普拉姆
孙达拉潘迪亚普拉姆（Sundarapandiapuram），是印度泰米尔纳德邦Tirunelveli县的一个城镇。总人口7705（2001年）。

## 人口
该地2001年总人口7705人，其中男性3843人，女性3862人；0—6岁人口859人，其中男487人，女372人；识字率65.14%，其中男性为74.37%，女性为55.96%。